# Club Petrolero
Club Atletico Petrolero del Gran Chaco é uma agremiação esportiva boliviana, com sede na cidade de Yacuiba. Atualmente disputa a Liga de Fútbol Profesional Boliviano. Foi campeão da Liga Nacional B na temporada 2011–12, o que garantiu seu acesso para a primeira divisão.

## História
Fundado em 4 de setembro de 2000 por Santos Rengifo e Miguel Quispe, o Petrolero deu seus primeiros passos no futebol disputando a Liga Provincial de Yacuiba, de onde saiu vencedor em diversas oportunidades.
Com o título da Liga Nacional B (Segunda Divisão) na temporada 2011–12, o clube garantiu sua primeira participação na elite do futebol boliviano.

## Títulos

### Nacionais
- Liga Nacional B: 1 vez (2011–12).

### Regionais
- Asociación Tarijeña de Fútbol: 2 vezes (2008, 2011)